# Visión 7
Visión 7 fue un noticiero argentino, emitido en la emisora estatal Canal 7. El noticiero comenzó el 9 de diciembre de 2003 y finalizó el 17 de abril de 2016. Contó con una versión que trata noticias del ámbito internacional, Visión 7 Internacional (2005-2016), que fue transmitida a su vez hacia toda Latinoamérica por el canal venezolano Telesur. La conducción de la misma estuvo a cargo de Telma Luzzani, Raúl Dellatorre y Pedro Brieger.
Durante el transcurso del día se emitía Visión 7 Flash ofreciendo un pequeño flash informativo de lo que sucedía al instante. Además, durante el entretiempo de los partidos de fútbol transmitidos por el canal, existía un breve programa llamado Visión 7 en 3 minutos.
La meteoróloga del noticiero era la ítalo-ucraniana naturalizada argentina Nadia Zyncenko.
Terminó el 17 de abril de 2016, sustituido por Televisión Pública noticias estrenado al día siguiente.

## Equipo periodístico

### Presentadores
- Pablo Vigna (2003-2016)
- Alejandro Puertas (2003-2016)
- Eduardo Salim Sad (2003-2016)
- Gastón Soulages (2003-2016)
- Martha Perín (2003-2016)
- Mario Giordano (2003-2016)
- Rosario Lufrano (2003-2008)
- Karina González (2003-2006)
- Marcela Pacheco (2004-2006)
- Pedro Dizán (2006-2016)
- Agustina Díaz (2006-2016)
- Fernando Alonso (2006-2016)
- Roberto Gómez Ragozza (2006-2016)
- Cecilia Laratro (2006-2015)
- Romina Calderaro (2006-2010)
- Alejandro Fabbri (2009-2010)
- Claudia Cherasco (2010-2013)
- Patricia Molina (2010-2013)
- Juan Miceli (2010-2013)
- Silvia Fernández (2010-2016)
- Pablo Camaití (2012-2016)
- Lourdes Zuazo (2013-2016)
- Pablo Marcovsky (2015-2016)

### Columnistas
Deportes
- Pablo Tiburzi
- Juan Carlos Fernández
- Maximiliano Staiman
- Gabriela Previtera

Espectáculos
- Cristina Clement
- Alejo Álvarez Herrera
- Gabriela Rádice

Internacional
- Pedro Brieger
- Raúl Dellatorre

Política
- Roberto Navarro
- Fernando Fraquelli
- Pablo Feldman

Economía
- Raúl Dellatorre
- Adrián González

Tecnología
- Esteban Magnani

Género
- Liliana Hendel
- Guido Fischer

Medios
- Mariana Moyano

Educación
- Mirta Goldberg

Jubilados
- Yamila Zárate

Clima
- Nadia Zyncenko
- Gabriela Andrietti

Tránsito
- Hugo Palamara
- Jorge Pipi

## Movileros
- Leila Aidar
- Fernando Alonso
- Félix Arnaldo
- Daniel Ayala
- Juan Carlos Bartolotta
- Gabriela Castaño
- Alejandra Corrales
- Julieta Elgul
- Fabiana Farruchi
- Silvia Fernández
- Mario Giordano
- Mariano Introcaso
- Alejandro Kasanzew
- Ariel Lima
- Ariel Magirena
- Laura Mayocchi
- Martha Perín
- Tico Rodríguez Paz
- Eduardo Salim Sad
- Gastón Soulages
- Maximiliano Staiman

## Locutores
- Nelly Álvarez (2003-2016)
- Claudio Ciani (2003-2016)
- Arturo Varela (2003-2009)
- Pedro Dizán (2003-2009)
- Karina González (2003-2016)
- Alejandra Muro Cash  (2003-2016)
- Félix Taylor (2003-2016)
- Fernando Adrián Barbas (2003-2012)

## Franquicias

### Visión 7 Internacional
Fue la versión del noticiero que comenzó el 17 de septiembre de 2005 y finalizó el 16 de abril de 2016. Luego fue reemplazado por Televisión Pública Noticias Internacional.

### Presentadores
- Pedro Brieger (2005-2016)
- Raúl Dellatorre (2005-2016)
- Hinde Pomeraniec (2005-2009)
- Alejandro Kasanzew (2005-2013)
- Telma Luzzani  (2010-2016)

### Visión 7 Telesur
Entre 2006 y 2008 se emitió de Lunes a Viernes a las 13 y a la 1 de la mañana en simultáneo con la cadena venezolana Telesur.

## Distinciones
- "Objetivo Papel Prensa. Historia de un robo en la última dictadura militar". Especial, con material de archivo del noticiero. Emitido por Visión Siete, noticiero de la TV Pública argentina, el martes 18 de mayo de 2010 Premio Martín Fierro 2008 como Mejor noticiero por Visión 7 Internacional.